# مارکو پیناتو
مارکو پیناتو (انگلیسی: Marco Pinato؛ زادهٔ ۹ ژانویهٔ ۱۹۹۵) بازیکن فوتبال اهل ایتالیا است.
از باشگاه‌هایی که در آن بازی کرده‌است می‌توان به باشگاه فوتبال ویرتوس لانچانو، باشگاه فوتبال آ.ث. میلان، و باشگاه فوتبال ویچنزا اشاره کرد.
وی همچنین در تیم‌های ملی فوتبال زیر ۱۷ سال ایتالیا، زیر ۱۹ سال ایتالیا، و زیر ۲۰ سال ایتالیا بازی کرده‌است.